# 单产
单产，即单位产量，一般指在农业上的单位面积产量，用于衡量土地的产出能力。单产高说明土地生产能力强。提高单产的主要方法有增加种（养）植轮次、改良品种、施用化肥等。